# Musée de la littérature estonienne
Le musée de la littérature (en estonien : Eesti Kirjandusmuuseum) est un musée à Tartu en Estonie.

## Présentation
Le musée est un institut national de recherche du ministère de l'Éducation et de la Recherche de la république d'Estonie.
Sa mission est d'améliorer le patrimoine culturel de l'Estonie, de collecter, préserver, rechercher et de publier les résultats.
Dans les années 1946-1997, le musée dépendait de l'Académie estonienne des sciences.
L'EKM est surtout l'organisme d'archivage centrale de la littérature estonienne et de la poésie populaire.
Plusieurs organisations culturelles y sont rattachées.
La bibliothèque a été fondée en 1909 et ses collections comprennent 10 000 ouvrages en estonien, ainsi que 809 000 ouvrages sous forme de livres et de périodiques, ainsi que des brochures et des cartes dans d'autres langues.
Il est divisé en quatre départements: 
- La bibliothèque d'archives et son département de bibliographie
- Archives d'histoire culturelle estonienne
- Archives de poésie folklorique estonienne
- Folklore estonien

En plus des activités propres à chaque département, le musée organise des expositions, des campagnes, des réunions et des séminaires.

## Histoire
L'histoire du Musée de la littérature a commencé en 1909 avec la fondation du Musée national estonien et de la Bibliothèque des archives à Tartu.
En 1924, le Musée national estonien a acheté une maison privée dans la rue Aia tänav, aujourd'hui Vanemuise tänav, pour classer les documents d'archives. Les collections de la bibliothèque d'archives, ainsi que celles des archives du folklore et de l'histoire culturelle ultérieures, y ont été placées. Aujourd'hui, c'est le bâtiment principal du Musée de la littérature estonienne, auquel trois extensions ont été ajoutées
Pendant la Seconde Guerre mondiale, l'institut a été divisé en deux musées nationaux couvrant l'ethnographie et la littérature.
En 1946, les musées ont été regroupés.
À partir de 1957, le Musée de la littérature organise chaque décembre une conférence de deux jours sur la littérature et le folklore, les «journées de Kreutzwald à retenir», Friedrich Reinhold Kreutzwald est un écrivain estonien important.
Quelques années après la restauration de l'indépendance en 1995, le musée a retrouvé son ancien nom.

## Galerie